# Bloque Mineros de las AUC
El Bloque Mineros de las AUC fue una de las subestructuras paramilitares de las Autodefensas Unidas de Colombia,entre 1994 y 2006.

## Historia

### Antecedentes

#### Conflicto armado entre 1970-1990
Se iniciaron a configurar grupos paramilitares en la región del Bajo Cauca antioqueño en los años 80.  Este bloque se suma a expresiones paramilitares de primera generación como Muerte a Revolucionarios del Nordeste, Los Doce Apóstoles y el Grupo de Pérez, entre otras.

### Bloque Mineros de las AUC
Surgido en 1994. En el 2000, inicio a denominarse Bloque Mineros de las AUC, bajo el mando de Ramiro Vanoy, contaron con nexos con la Fuerza Pública, ganaderos, empresarios, políticos y funcionarios locales.

## Área de operaciones
- Bajo Cauca antioqueño: Valdivia, Tarazá, Caucasia, Anorí, Briceño, Ituango y parte de Cáceres.[3]
- Norte, Nordeste antioqueño: Yarumal, Ituango y Valdivia
- Sur de Córdoba.[4]

## Estructura
Entre 1994- 1996
Como comandante general estaría Ramiro Vanoy. La seguridad estaba integrada por veinte (20) hombres al mando de Rigoberto Caicedo, alias "Pepe" o "Sánchez". En las finanzas aparece como responsable Delio Eulises Agudelo Gil alias "Móvil 1" encargado de las pistas de aterrizaje y financiación del bloque.
Como dependientes directos de Vanoy aparecía Alonso Fuentes Barranca, alias "Iván" o "4-1" (fallecido de manera violenta), como Comandante Militar; José Fernando Álvarez Pineda alias "Robín" o "0-3" (asesinado en Tarazá en el año 2001 por órdenes de Móvil 1), segundo comandante militar. El Bajo Cauca estaba conformado por columnas móviles integradas por cien (100) hombres y cuatro (4) compañías móviles integradas por sesenta (60) hombres.
Entre 1997 - 1999
Continúa Ramiro Vanoy como comando general y su seguridad se incrementó a cuarenta (40) hombres a cargo de Rigoberto Balcazar Caicedo y finanzas continúan alias "Móvil 1" y “0-3".
Alexander Bustos Beltran, alias "W" o "El Flaco"; asume la comandancia del frente barro blanco con su comandante militar Roberto Arturo Porras Pérez , alias "La Zorra". Movil 1 queda a cargo de las columnas móviles integrada por cien (100) hombres cada una de las 6 existentes junto a  las siete (7) compañías móviles cada una con 40-50 hombres.
Entre 2000 - 2005
En vigencia del proceso de paz en Santa Fe de Ralito, Ramiro Vanoy, es uno de los miembros negociadores y, por ello, su seguridad personal se traslada allí con veinte (20) hombres a cargo de Giovani Mahecha González , alias "J5".
Como administrador general del Bloque queda alias “Móvil 1” con su segundo al mando Germán Bustos Alarcón , alias "Puma" o "Miguel".
Como comandante Militar Wilson Antonio Mejía Salgado, alias "Picapiedra"; comandante de columnas móviles Isaías Montes Junior, alias "Junior" e inspector del Bloque José Higinio Arroyo Rueda, alias "Caballo" u "8.5".
En el Frente Anorí es capturado Rolando de Jesús Lopera Muñoz, alias “Milton” el comandante del Frente era Luis Fernando Jaramillo Arroyave y Feliz Rojas Martínez, alias "Luis Alfonso" o “Escorpión"; en tanto que del Frente Briceño se nombra como comandante a Ernesto Atención Castillo, alias "Pollo" y comandante militar a Víctor Morelo Julio Alias “Lucas”.
En esta etapa de la organización, se encuentran cinco (5) columnas móviles con cien (100) hombres cada una; veinticinco (25) compañías móviles con sesenta (60) militantes y trece (13) contraguerrillas conformadas entre treinta (30) y cuarenta (40) integrantes.

## Crímenes y financiación
- Masacres: Masacre de El Aro[6]
- Desaparición Forzada[7][8]
- Limpieza social[9]
- Delitos sexuales y violencia contra mujeres y población LGTBI[10]
- Narcotráfico

## Proceso de paz
Al momento de su desmovilización, el 20 de enero de 2006, el Bloque Mineros contaba con 2.670 combatientes.